# CL-615
La CL-615 es un itinerario perteneciente a la Red Básica de Carreteras de la Junta de Castilla y León de 92,2 kilómetros que une las localidades de Palencia y Guardo. Vertebra la zona centro y noroeste de la provincia palentina, por la que discurre íntegramente.   

## Características
Esta carretera cuenta con un único carril para cada sentido desde que nace en el noroeste de Palencia, a unos 749 metros sobre el nivel del mar aproximadamente, hasta que muere en Guardo, una de las puertas de entrada a la Montaña Palentina, a unos 1 123 metros de altitud. Este ascenso se nota especialmente desde Saldaña, localidad situada a 912 metros sobre el mar. En los primeros 60 kilómetros la subida es de 163 metros, mientras que en los 30 últimos, es de 211. Esto se debe a que las comarcas que cruza hasta llegar a la citada localidad, la Tierra de Campos y la vega del Carrión, son dos zonas prácticamente llanas.
Se trata de una vía de largas rectas, con tramos sin curvas como el Carrión - Gañinas, de 16,7 km prácticamente rectos.

## Carreteras entrelazadas
A la altura del km 38 se encuentra la intersección con la autovía A-231 que une León y Burgos, la única vía rápida (en dirección O-E) con acceso directo con esta ruta, puesto que también la cruza la A-65 en las inmediaciones de Palencia, aunque para circular por ella es necesario desviarse en una rotonda cercana. Otras carreteras importantes entrelazadas con la CL-615 son la N-120 en Carrión de los Condes y la CL-613 a pocos kilómetros de Palencia.
Cuando sea inaugurado el viaducto de Guardo, correspondiente a la variante de Guardo, enlazará directamente con la CL-626, o Eje subcantábrico.

## Recorrido íntegro
En negrita aparecen las localidades que cruza actualmente la CL-615. 
En cursiva, aparecen los lugares en los que se construyó una variante, ya fuera con la anterior nomenclatura (C-615) o con la actual. 
| Kilómetro (aprox) |                                                             | Cruce / Carreteras | Destinos                                                   |
| ----------------- | ----------------------------------------------------------- | ------------------ | ---------------------------------------------------------- |
| 0                 | Palencia Puente sobre el ferrocarril Venta de Baños - Gijón | Av. Asturias       |                                                            |
| 0,75              | Rotonda                                                     | Vías de servicio   |                                                            |
| 1,2               | Puente sobre el río Carrión                                 |                    |                                                            |
| 1,5               | Rotonda                                                     | Vías de servicio   | Gasolinera                                                 |
| 1,5               | Rotonda                                                     | P-9008             | Palencia                                                   |
| 1,5               | Rotonda                                                     | CL-613             | Sahagún, Villada, Paredes de Nava                          |
| 1,5               | Rotonda                                                     | A-65 / N-610       | Benavente, León                                            |
| 1,5               | Rotonda                                                     | A-65               | Santander, Valladolid, Burgos                              |
| 5,7               | Cruce                                                       | P-992              | Husillos, Monzón de Campos                                 |
| 10                | Cruce                                                       | P-990              | Monzón de Campos                                           |
| 10,5              | Cruce                                                       | P-953              | Becerril de Campos, Villaumbrales                          |
| 15,3              | Cruce                                                       | P-960              | Villaldavín, Paredes de Nava                               |
| 18,4              | Cruce                                                       | P-9832             | Perales, Manquillos                                        |
| 19,7              | Cruce                                                       |                    | Perales                                                    |
| 24,5              | Cruce                                                       | P-961              | Paredes de Nava                                            |
| 24,5              | Cruce                                                       | P-963              | Cervatos de la Cueza                                       |
| 24,5              | Puente sobre el río Cueza                                   |                    |                                                            |
| 25,7              | Gasolinera                                                  |                    |                                                            |
| 26                | Cruce                                                       |                    | Villoldo, Castrillejo de la Olma                           |
| 26,6              | Cruce                                                       |                    | Villoldo                                                   |
| 26,6              | Cruce                                                       | P-981              | Villalcázar de Sirga                                       |
| 26,6              | Cruce                                                       | P-983              | Amusco                                                     |
| 30,9              | Cruce                                                       | PP-9642            | Villanueva del Río                                         |
| 35                | Rotonda                                                     |                    | Carrión de los Condes                                      |
| 35                | Puente sobre el río Carrión                                 |                    |                                                            |
| 36,7              | Rotonda                                                     | N-120              | Carrión de los Condes, Calzada de los Molinos, Sahagún     |
| 36,7              | Rotonda                                                     | PP-9641            | Torre de los Molinos, Castrillejo de la Olma               |
| 37,5              | Cruce                                                       | N-120              | Osorno, Burgos Sahagún, León (solo en sentido descendente) |
| 38,4              | Rotonda                                                     | A-231              | Osorno, Burgos, Sahagún, León                              |
| 41                | Cruce                                                       |                    | Villanueva de los Nabos                                    |
| 41                | Cruce                                                       | PP-2412            | Villaturde, Villacuende                                    |
| 46,1              | Cruce                                                       | PP-2413            | Villamoronta                                               |
| 46,6              | Cruce                                                       | PP-2414            | La Serna                                                   |
| 47,8              | Gasolinera                                                  |                    |                                                            |
| 51,4              | Renedo de la Vega                                           | Renedo de la Vega  | Renedo de la Vega                                          |
| 51,4              | Cruce                                                       | PP-2415            | Santillán de la Vega, Albalá de la Vega                    |
| 53,9              | Cruce                                                       | PP-2416            | Bustillo de la Vega                                        |
| 55,5              | Cruce                                                       |                    | Gañinas de la Vega                                         |
| 55,5              |                                                             | PP-2420            | Villa Romana de la Olmeda                                  |
| 57,3              | Lobera de la Vega                                           | PP-2418            |                                                            |
| 57,3              | Cruce                                                       |                    | Pedrosa de la Vega                                         |
| 59                | Rotonda                                                     | P-235              | Sahagún                                                    |
| 59                | Saldaña                                                     |                    |                                                            |
| 59                | Puente sobre el río Carrión                                 |                    |                                                            |
| 59                | Cruce                                                       | P-240              | Osorno, Villasarracino, Villaproviano                      |
| 61,2              | Cruce                                                       | PP-2453            | Relea de la Loma                                           |
| 62                | Cruce                                                       |                    | Ermita de la Virgen del Valle de Saldaña                   |
| 63,4              | Cruce                                                       | P-225              | Cervera de Pisuerga                                        |
| 67                | Cruce                                                       | PP-2464            | Valcabadillo                                               |
| 70,2              | Cruce                                                       | PP-2463            | Celadilla del Río                                          |
| 75,9              | Cruce                                                       | PP-2461            | Pino del Río                                               |
| 80,3              | Gasolinera                                                  |                    |                                                            |
| 80,3              | Cruce                                                       | PP-2298            | Fresno del Río                                             |
| 84                | Cruce                                                       |                    | Villalba de Guardo                                         |
| 85                | Cruce                                                       | PP-2297            | Villalba de Guardo                                         |
| 85,9              | Cruce                                                       | PP-2296            | Mantinos                                                   |
|                   | Guardo                                                      |                    |                                                            |

## Principales localidades a las que da servicio
- Palencia
- Carrión de los Condes
- Saldaña
- Guardo

## La línea verde y los radares de tramo
En otoño de 2016 se aprobó el pintado de una línea verde en la parte derecha de los dos carriles. Se trata de un proyecto pionero en España para controlar la velocidad de los vehículos, como se ha hecho en varios países europeos. Junto a esta nueva raya se instalarán carteles verticales con el mismo objetivo. Esta actuación se llevó a cabo a la par que el anuncio de la colocación de radares de tramo en la vía, lo que levantó a los vecinos de la zona, en especial de la localidad de Guardo, que veían está medida como recaudatoria. Después de unas reuniones, la Junta de Castilla y León confirmó la mejora de la carretera, pero también la instalación de los radares de tramo.

## C-615, la carretera previa entre Palencia y Riaño
La C-615 unía Palencia y Riaño a través del mismo recorrido (ahora desde Palencia a Guardo se denomina CL-615 y desde Guardo al límite provincial P-215), pero la construcción del embalse de Riaño, que anegó la antigua población, obligó a una reducción de la ruta, y la actual finaliza en uno de los brazos del embalse, por lo que queda cortada y han sido anulados varios km con respecto a la original. Debido a ello, y a su paso por el puerto de Monteviejo, que se mantiene la mayor parte del invierno con nieve, los últimos 12 km, entre Besande y el final de la carretera, apenas son utilizados. Las vías más utilizadas para llegar a Riaño son la N-621 (León-Unquera), la N-625 (Mansilla de las Mulas-Arriondas) y la LE-241 desde la provincia de Palencia, por Besande.